# Johann Bach
Johann Bach (Wechmar, 1604. november 26. – Erfurt, 1673. május 13.), a Bach-család legrégebben élt zeneszerző tagja. Ő általa alakult meg a család ún. erfurti vonala. Hans Bach legidősebb fia, testvérei Christoph és Heinrich.
Életútját többször megzavarták a harmincéves háború eseményei. Valószínűleg későbbi mostohaapjánál, Johannes Christoph Hoffmann-nál Suhl-ban tanult. Ezután különböző türingiai városokban tűnt fel, hosszabb időt talán csak Arnstadtban és Schweinfurtban töltött. Majd végül megérkezett Erfurtba, ahol eleinte közönséges városi muzsikusként, 1634-től orgonistaként a Szt. János templomban, 1635-től városi zenei tanács elnökeként, majd 1636-tól egyszerre "Stadtmusicanten Companie" és a Predigerkirche orgonistája.
1636-ban elveszi tanárának legidősebb lányát, Barbara Hoffmant. A következő évben, első gyermekük születésekor Barbara a gyerekkel együtt meghal. 1637-ben elveszi feleségül Hedwig Lämmerhirtet, akinek segítségével „kinő” a Bach zenész család, hisz' fiai kivétel nélkül zenészek lettek.
Johann Bachnak köszönhetően Erfurt lett Bachék „fővárosa”. Még Johann Sebastian Bach szülei is erfurtiak voltak. A nagy Bach „elnyomást” mutatja, hogy 1793-ig Erfurtban a városi muzsikusokat „Bache”-nak hívták.
A család első nagy összegzését is Johann Sebastian készítette az ún. „Altbachischen Archiv” létrehozásával.